# Rue Mulet
La rue Mulet est une rue étroite du quartier des Terreaux dans le 1er arrondissement de Lyon, en France. D'orientation est-ouest, elle relie les rues du Président-Édouard-Herriot et de la Bourse.

## Histoire
Elle portait auparavant le nom de rue Montriblo ou de Montribloud. Louis Maynard la décrit comme étant alors un quartier de vagabonds et de paresseux, comme dans le quartier de Carro de Montriblo à Paris. Elle tire son nom d'une enseigne d'auberge du XVIe siècle fréquentée par des muletiers.
Le député Jean-Claude Fulchiron (1774-1859) est né au numéro 2 de cette rue.

## Accessibilité
La rue est desservie par la station Hôtel de Ville - Louis Pradel des lignes A et C du métro de Lyon.